# Potentilla hickmanii
Potentilla hickmanii es una especie de planta herbácea perenne de la familia de las Rosaceae que se encuentra en peligro de extinción.

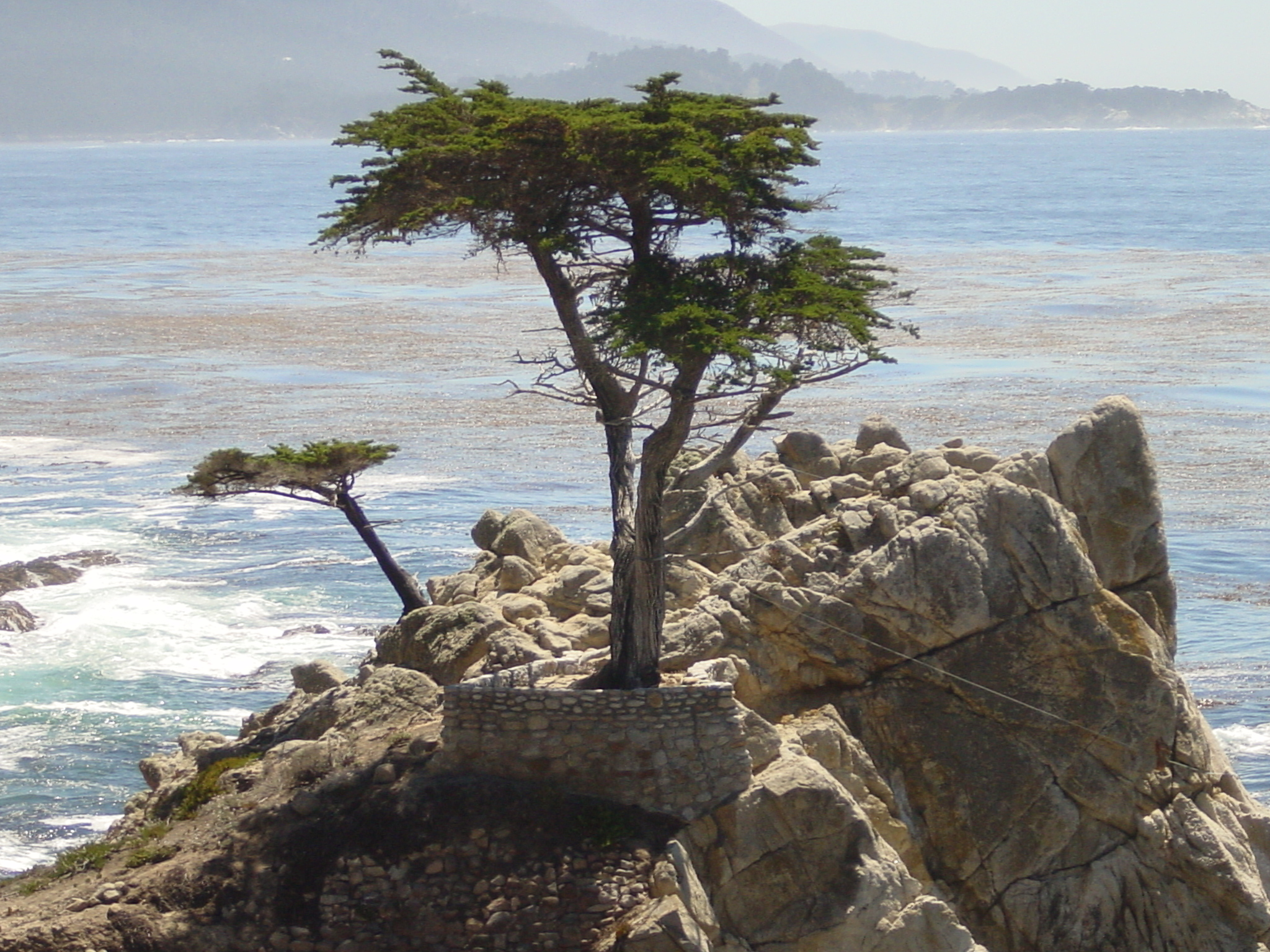
Su hábitat

## Distribución y hábitat
Es una rara especie de planta que se encuentra en una pequeña franja costera de California. Produce flores de color amarillo brillante.
La planta ha sido declarada bajo protección del gobierno de los Estados Unidos y de las autoridades locales, estableciéndose un plan para la recuperación de la especie. Pese a los esfuerzos, se estima en unas 4500 las plantas existentes.

## Descripción
Es una planta con la raíz primaria gruesa. Con un tallo postrado que alcanza los 40 cm de longitud. Las flores tienen los pétalos color amarillo y las hojas palmeadas.

## Taxonomía
Potentilla hickmanii fue descrita por Alice Eastwood y publicado en Bulletin of the Torrey Botanical Club 29(2): 77–78. 1902.
Etimología
Potentílla: nombre genérico que deriva del latín postclásico potentilla, -ae de potens, -entis, potente, poderoso, que tiene poder; latín -illa, -illae, sufijo de diminutivo–. Alude a las poderosas presuntas propiedades tónicas y astringentes de esta planta. 
hickmanii: epíteto otorgado en honor del botánico James Craig Hickman.